# Liste der olympischen Medaillengewinner aus Peru
| Gelbes Symbol für Goldmedaillen mit stilisierten Olympischen Ringen | Graues Symbol für Silbermedaillen mit stilisierten Olympischen Ringen | Braundes Symbol für Bronzemedaillen mit stilisierten Olympischen Ringen |
| ------------------------------------------------------------------- | --------------------------------------------------------------------- | ----------------------------------------------------------------------- |
| 1                                                                   | 3                                                                     | —                                                                       |

Das Comité Olímpico Peruano wurde 1924 gegründet und 1936 vom Internationalen Olympischen Komitee aufgenommen.

## Medaillenbilanz
Bislang konnten 16 Sportler aus Peru fünf olympische Medaillen erringen (1 × Gold, 3 × Silber, 1 × Bronze).
| Peru bei den Olympischen Sommerspielen                                         | Peru bei den Olympischen Sommerspielen | Peru bei den Olympischen Sommerspielen | Peru bei den Olympischen Sommerspielen | Peru bei den Olympischen Sommerspielen | Peru bei den Olympischen Sommerspielen |      | Peru bei den Olympischen Winterspielen | Peru bei den Olympischen Winterspielen | Peru bei den Olympischen Winterspielen | Peru bei den Olympischen Winterspielen | Peru bei den Olympischen Winterspielen | Peru bei den Olympischen Winterspielen |
| Jahr                                                                           | Gold                                   | Silber                                 | Bronze                                 | Gesamt                                 | Rang                                   | Jahr | Gold                                   | Silber                                 | Bronze                                 | Gesamt                                 | Rang                                   |                                        |
| 1900                                                                           | 0                                      | 0                                      | 0                                      | 0                                      |                                        |      |                                        |                                        |                                        |                                        |                                        |                                        |
| 1904                                                                           | –                                      | –                                      | –                                      | –                                      | –                                      |      |                                        |                                        |                                        |                                        |                                        |                                        |
| 1908                                                                           | –                                      | –                                      | –                                      | –                                      | –                                      |      |                                        |                                        |                                        |                                        |                                        |                                        |
| 1912                                                                           | –                                      | –                                      | –                                      | –                                      | –                                      |      |                                        |                                        |                                        |                                        |                                        |                                        |
| 1920                                                                           | –                                      | –                                      | –                                      | –                                      | –                                      |      |                                        |                                        |                                        |                                        |                                        |                                        |
| 1924                                                                           | –                                      | –                                      | –                                      | –                                      | –                                      |      | 1924                                   | –                                      | –                                      | –                                      | –                                      | –                                      |
| 1928                                                                           | –                                      | –                                      | –                                      | –                                      | –                                      |      | 1928                                   | –                                      | –                                      | –                                      | –                                      | –                                      |
| 1932                                                                           | –                                      | –                                      | –                                      | –                                      | –                                      |      | 1932                                   | –                                      | –                                      | –                                      | –                                      | –                                      |
| 1936                                                                           | 0                                      | 0                                      | 0                                      | 0                                      |                                        |      | 1936                                   | –                                      | –                                      | –                                      | –                                      | –                                      |
| 1948                                                                           | 1                                      | 0                                      | 0                                      | 1                                      | 22                                     |      | 1948                                   | –                                      | –                                      | –                                      | –                                      | –                                      |
| 1952                                                                           | –                                      | –                                      | –                                      | –                                      | –                                      |      | 1952                                   | –                                      | –                                      | –                                      | –                                      | –                                      |
| 1956                                                                           | 0                                      | 0                                      | 0                                      | 0                                      |                                        |      | 1956                                   | –                                      | –                                      | –                                      | –                                      | –                                      |
| 1960                                                                           | 0                                      | 0                                      | 0                                      | 0                                      |                                        |      | 1960                                   | –                                      | –                                      | –                                      | –                                      | –                                      |
| 1964                                                                           | 0                                      | 0                                      | 0                                      | 0                                      |                                        |      | 1964                                   | –                                      | –                                      | –                                      | –                                      | –                                      |
| 1968                                                                           | 0                                      | 0                                      | 0                                      | 0                                      |                                        |      | 1968                                   | –                                      | –                                      | –                                      | –                                      | –                                      |
| 1972                                                                           | 0                                      | 0                                      | 0                                      | 0                                      |                                        |      | 1972                                   | –                                      | –                                      | –                                      | –                                      | –                                      |
| 1976                                                                           | 0                                      | 0                                      | 0                                      | 0                                      |                                        |      | 1976                                   | –                                      | –                                      | –                                      | –                                      | –                                      |
| 1980                                                                           | 0                                      | 0                                      | 0                                      | 0                                      |                                        |      | 1980                                   | –                                      | –                                      | –                                      | –                                      | –                                      |
| 1984                                                                           | 0                                      | 1                                      | 0                                      | 1                                      | 33                                     |      | 1984                                   | –                                      | –                                      | –                                      | –                                      | –                                      |
| 1988                                                                           | 0                                      | 1                                      | 0                                      | 1                                      | 36                                     |      | 1988                                   | –                                      | –                                      | –                                      | –                                      | –                                      |
| 1992                                                                           | 0                                      | 1                                      | 0                                      | 1                                      | 49                                     |      | 1992                                   | –                                      | –                                      | –                                      | –                                      | –                                      |
| 1996                                                                           | 0                                      | 0                                      | 0                                      | 0                                      |                                        |      | 1994                                   | –                                      | –                                      | –                                      | –                                      | –                                      |
| 2000                                                                           | 0                                      | 0                                      | 0                                      | 0                                      |                                        |      | 1998                                   | –                                      | –                                      | –                                      | –                                      | –                                      |
| 2004                                                                           | 0                                      | 0                                      | 0                                      | 0                                      |                                        |      | 2002                                   | –                                      | –                                      | –                                      | –                                      | –                                      |
| 2008                                                                           | 0                                      | 0                                      | 0                                      | 0                                      |                                        |      | 2006                                   | –                                      | –                                      | –                                      | –                                      | –                                      |
| 2012                                                                           | 0                                      | 0                                      | 0                                      | 0                                      |                                        |      | 2010                                   | 0                                      | 0                                      | 0                                      | 0                                      |                                        |
| 2016                                                                           | 0                                      | 0                                      | 0                                      | 0                                      |                                        |      | 2014                                   | 0                                      | 0                                      | 0                                      | 0                                      |                                        |
| 2020                                                                           | 0                                      | 0                                      | 0                                      | 0                                      |                                        |      | 2018                                   | –                                      | –                                      | –                                      | –                                      | –                                      |
| 2024                                                                           | 0                                      | 0                                      | 1                                      | 1                                      | 84                                     |      | 2022                                   | –                                      | –                                      | –                                      | –                                      | –                                      |
| Gesamt                                                                         | 1                                      | 3                                      | 1                                      | 5                                      |                                        |      | Gesamt                                 | 0                                      | 0                                      | 0                                      | 0                                      |                                        |
| \| \| Gold \| Silber \| Bronze \| Gesamt \| \| Ges. S+W \| 1 \| 3 \| 1 \| 5 \| |                                        |                                        |                                        |                                        |                                        |      |                                        |                                        |                                        |                                        |                                        |                                        |
|                                                                                | Gold                                   | Silber                                 | Bronze                                 | Gesamt                                 |                                        |      |                                        |                                        |                                        |                                        |                                        |                                        |
| Ges. S+W                                                                       | 1                                      | 3                                      | 1                                      | 5                                      |                                        |      |                                        |                                        |                                        |                                        |                                        |                                        |

## Medaillengewinner
- Francisco Boza – Schießen (0-1-0)
Los Angeles 1984: Silber, Trap, Männer
- Luisa Cervera – Volleyball (0-1-0)
Seoul 1988: Silber, Frauen
- Alejandra de la Guerra – Volleyball (0-1-0)
Seoul 1988: Silber, Frauen
- Denisse Fajardo – Volleyball (0-1-0)
Seoul 1988: Silber, Frauen
- Miriam Gallardo – Volleyball (0-1-0)
Seoul 1988: Silber, Frauen
- Rosa García – Volleyball (0-1-0)
Seoul 1988: Silber, Frauen
- Juan Jorge Giha – Schießen (0-1-0)
Barcelona 1992: Silber, Skeet, Männer
- Sonia Heredia – Volleyball (0-1-0)
Seoul 1988: Silber, Frauen
- Katherine Horny – Volleyball (0-1-0)
Seoul 1988: Silber, Frauen
- Natalia Málaga – Volleyball (0-1-0)
Seoul 1988: Silber, Frauen
- Gabriela Pérez del Solar – Volleyball (0-1-0)
Seoul 1988: Silber, Frauen
- Stefano Peschiera – Segeln (0-0-1)
Paris 2024: Bronze, Laser Männer
- Cecilia Tait – Volleyball (0-1-0)
Seoul 1988: Silber, Frauen
- Gina Torrealva – Volleyball (0-1-0)
Seoul 1988: Silber, Frauen
- Cenaida Uribe – Volleyball (0-1-0)
Seoul 1988: Silber, Frauen
- Edwin Vásquez – Schießen (1-0-0)
London 1948: Gold, Beliebige Scheibenpistole, Männer